# كينيث جاكوبس
كينيث جاكوبس (بالإنجليزية: Kenneth Jacobs)‏ هو محام بالقضاء العالي وقاضي أسترالي، ولد في 5 أكتوبر 1917 في سيدني في أستراليا، وتوفي في 24 مايو 2015 في المملكة المتحدة.